# Brabham BT45
La Brabham BT45 è una monoposto di Formula 1 concepita dall'ingegnere sudafricano Gordon Murray per la stagione 1976.

## Tecnica
La vettura è la prima Brabham ad adottare il motore Tipo 115.12 12 cilindri piatto dell'Alfa Romeo da 500 cv di potenza con coppia di 340 Nm. Quest'ultimo veniva gestito da un cambio Hewland a sei marce. Mantiene le prese d'aria anteriori delle precedenti Brabham, ma per regolamento non ha più l'air-scope dietro l'abitacolo e dispone di fiancate più ampie con prese d'aria per l'alimentazione del motore e maggiori superfici radianti. Il telaio era del tipo monoscocca in alluminio, mentre l'impianto frenante era costituito da freni a disco ventilati prodotti dalla Girling. Le sospensioni anteriori erano costituite da doppi bracci trasversali con configurazione pull-rod, molle elicoidali e barra stabilizzatrice, mentre quelle posteriori sfruttavano molle elicoidali e barre stabilizzatrici.
Per la stagione 1978, in attesa dello sviluppo della BT46, venne realizzata la versione C della BT45 che corse però solo nel primo Gran Premio in Argentina, sostituita di nuovo dalla precedente versione B nel successivo Gran Premio del Brasile. La BT46 debuttò al terzo Gran Premio di quell'anno, sul circuito di Kyalami in Sudafrica.

## Attività sportiva
Debutta al Gran Premio del Brasile affidata a Carlos Pace e Carlos Reutemann ma fin dagli inizi soffre della mancanza di affidabilità del motore, tanto che in questa prima stagione le BT45 otterranno solo 3 quarti posti in gara.
Il 1977 comincia meglio: Pace finisce secondo al primo Gran Premio e conduce per 13 giri in Sud Africa alla prima uscita della BT45B, però il pilota viene a mancare poco dopo per un incidente aereo.
L'altro pilota John Watson, ottiene la pole-position al Gran Premio di Monaco ma, trovandosi con le ruote posteriori su delle strisce pedonali del circuito cittadino, pattinerà alla partenza facendosi superare dalla Wolf di Jody Scheckter e dopo aver percorso più di metà gara in seconda posizione si dovrà ritirare per problemi al cambio. Watson arriverà secondo in Francia, poi il sostituto di Pace, Hans-Joachim Stuck, otterrà 2 podi in Germania e in Austria.

La BT45C disputò un Gran Premio nel 1978, nel quale Niki Lauda arrivò secondo, in attesa dell'approntamento della Brabham BT46.